# Altobunus
Altobunus is een geslacht van hooiwagens uit de familie Sclerosomatidae.
De wetenschappelijke naam Altobunus is voor het eerst geldig gepubliceerd door Roewer in 1910. 

## Soorten
Altobunus omvat de volgende 3 soorten:
- Altobunus formosus
- Altobunus inermis
- Altobunus maculatus